# Leesburg, Virginia
Leesburg är en småstad (town) i den amerikanska delstaten Virginia med en yta av 30 km² och en folkmängd, som uppgår till 28 311 invånare (2000). Leesburg är administrativ huvudort i Loudoun County. Orten grundades den 12 oktober 1758 och ingår numera i Washingtons storstadsområde.